# 萊菲爾德 (伊利諾伊州)
萊菲爾德（英語：Layfield）是位於美國伊利諾伊州佩里縣的一個非建制地區。該地的面積和人口皆未知。

## 地理
萊菲爾德的座標為38°06′23″N 89°26′07″W / 38.10639°N 89.43528°W，而該地的平均海拔高度為163米（即535英尺）。